# Vacansoleil
Vacansoleil Premium Camping (internationale Firmierung: Vacansoleil Camping Holidays) ist ein internationales Reiseunternehmen im Bereich Premium- und Luxus-Camping mit Sitz in Eindhoven (NL) und Marktführer als Anbieter von Campingurlauben in Europa. Neben dem Hauptsitz in den Niederlanden gibt es sieben Niederlassungen in Belgien, Dänemark, Deutschland, Frankreich, Italien, Polen und Ungarn. In den acht Büros arbeiten über 200 und auf den Campingplätzen mehr als 1200 Mitarbeiter. Die deutsche Niederlassung wurde 2004 gegründet und hat ihren Sitz in Neuss.
Am 2. Oktober 2023 gab das Unternehmen in einer E-Mail an alle Kunden sowie auf seiner Website die Insolvenz bekannt.

## Unternehmen
Vacansoleil vermietet Mobilheime, Bungalowzelte, Glamping-Unterkünfte, Safarizelte und Stellplätze auf über 500 Campingplätzen in Europa. Die Plätze liegen in Belgien, Dänemark, Deutschland, Frankreich, Italien, Kroatien, Luxemburg, den Niederlanden, Österreich, Polen, Portugal, San Marino, der Schweiz, Slowenien, Spanien, Tschechien und Ungarn.
Die Unterkünfte unterscheiden sich dabei in erster Linie in ihrer Größe und Ausstattung. Die von Vacansoleil angebotenen Campingplätze müssen dabei einheitliche Mindeststandards erfüllen, die regelmäßig kontrolliert werden. Auf einem Großteil der Campingplätze gibt es ein Unterhaltungsangebot. Vacansoleil hat dabei verschiedene Konzepte entwickelt, die ein Unterhaltungsprogramm für verschiedene Arten von Urlaubern umfassen.

## Geschichte
Das Familienunternehmen wurde 1969 von Frans Backers, einem ehemaligen Philips-Ingenieur, und seiner Frau Carolien gegründet. Der erste Campingplatz im Angebot war der Camping Prairies de la Mer an der Côte d’Azur in Frankreich, auf dem die Backers zunächst 22 Mobilheime vermieteten. Im Laufe der Jahre kamen weitere Campingplätze hinzu und das Unternehmen entwickelte sich zu einem der erfolgreichsten Anbieter für Campingurlaub in Europa. Heute wird das Unternehmen von Frans und Carolien Backers Sohn Wim Backers geführt. Vacansoleil ist eine Kombination aus den französischen Wörtern für Urlaub (vacances) und Sonne (soleil).

## Sport- und TV-Sponsoring
Vacansoleil war von 2009 bis 2014 Haupt- und Namenssponsor des Vacansoleil-DCM. Die Mannschaft bestand größtenteils aus Fahrern aus den Niederlanden, Belgien und Italien und fuhr seit 2011 in der ersten Radsportteamkategorie als UCI ProTeam.
Das Unternehmen ist auch Sponsor des Fernsehformats Club Camping, das seit 2007 auf dem flämischen TV-Sender VTM ausgestrahlt wird. Darüber hinaus war Vacansoleil Sponsor und Initiator des Fernsehprogramms Campinglife, das zwischen 2001 und 2016 auf RTL4 gesendet wurde.